# Calliopsini
Calliopsini es una tribu de abejas de la familia Andrenidae.

## Especies
Contiene los siguientes géneros, según BioLib:
- Acamptopoeum Cockerell, 1905
- Arhysosage Brèthes, 1922
- Calliopsis Smith, 1853
- Callonychium Brèthes, 1922
- Litocalliopsis Roig-Alsina & Compagnucci, 2003
- Spinoliella Ashmead, 1899